# Station Whitecraigs
Whitecraigs is een spoorwegstation van National Rail in East Renfrewshire in Schotland. Het station is eigendom van Network Rail en wordt beheerd door ScotRail. 